# Литона (Арканзас)
Литона (енгл. Letona) град је у америчкој савезној држави Арканзас.

## Демографија
По попису из 2010. године број становника је 255, што је 54 (26,9%) становника више него 2000. године.
| Група             | 2000.       | 2010.       |
| Белци             | 193 (96,0%) | 239 (93,7%) |
| Афроамериканци    | 0 (0,0%)    | 4 (1,6%)    |
| Азијати           | 0 (0,0%)    | 0 (0,0%)    |
| Хиспаноамериканци | 1 (0,5%)    | 4 (1,6%)    |
| Укупно            | 201         | 255         |